# إديسون ديفد
إديسون إيشاي ديفد وهو لاعب كرة قدم عراقي سابق من أصل آشوري ولد في يوم 5 كانون الأول 1933 في العراق ولعب مع منتخب العراق في فترة الخمسينات ولعب مع المنتخب ل60 مباراة دولية وسجل هدف واحد كما لعب مع نادي القوة الجوية العراقي وسجل معه 7 أهداف، وقد استقر لاحقا في الولايات المتحدة.